# Tserendashiin Namsrai
Tserendashiin Namsrai (mongolisch Цэрэндашийн Намсрай; abweichende Namensschreibweise: Tserendashiyn Namsray; * 19. Februar 1939; † November 1990) war ein mongolischer Politiker der Mongolischen Revolutionären Volkspartei (MRVP) in der Mongolischen Volksrepublik.

## Leben
Tserendashiin Namsrai absolvierte ein Studium an der Staatlichen Universität Leningrad und war danach als Journalist für die Parteizeitung der Mongolischen Revolutionären Volkspartei (MRVP) tätig sowie deren Korrespondent in Moskau sowie Peking. Später war er Instrukteur sowie zwischen 1970 und 1983 Leiter des Allgemeinen Ausschusses der MRVP, ehe er 1983 Sekretär des Zentralkomitees (ZK) der MRVP wurde.> 1984 wurde er zudem Mitglied des Politbüros des ZK der Mongolischen Revolutionären Volkspartei (MRVP), dem er bis März 1990 angehörte.
Namsrai war ferner Deputierter des Großen Volks-Chural und fungierte zwischen 1987 und 1988 als Präsident und anschließend von 1988 bis 1990 als Vizepräsident des Großen Volks-Chural, des Parlaments der Mongolischen Volksrepublik. Er war ferner Chefredakteur der Parteizeitung der MRVP.

## Hintergrundliteratur
- The International Who’s who 1990/91, S. 1144, Europa Publications Limited, 1990, ISBN 0-9466-5358-5